# Luzia
A Luzia (alcíme: A Waking Dream of Mexico, magyarul: Mexikó ébredező álma) a Cirque du Soleil kanadai székhelyű cirkusztársulat kortárs cirkusz műfajú előadása, amit a mexikói kultúra gazdagsága ihletett. A Luzia cím a spanyol luz (fény) és lluvia (eső) szavak összevonásból jött létre, melyek fontos szerepet játszanak az előadásban.
A Luzia társulatát 44 artista alkotja 15 országból, illetve ez a Cirque du Soleil harmincnyolcadik színpadra állított produkciója 1984 óta és a tizenhetedik műsor, amit cirkuszsátorban mutatnak be. A kreatív csapat 16 főből áll, akik Guy Laliberté, valamint Jean-François Bouchard művészi irányítása alatt dolgoznak.

## Műsorszámok
- Bohóc
- A pillangó
- Karikaugró akrobata szám
- Adagio
- Cyr kerék
- Tánc trapéz
- Kézegyensúlyozás

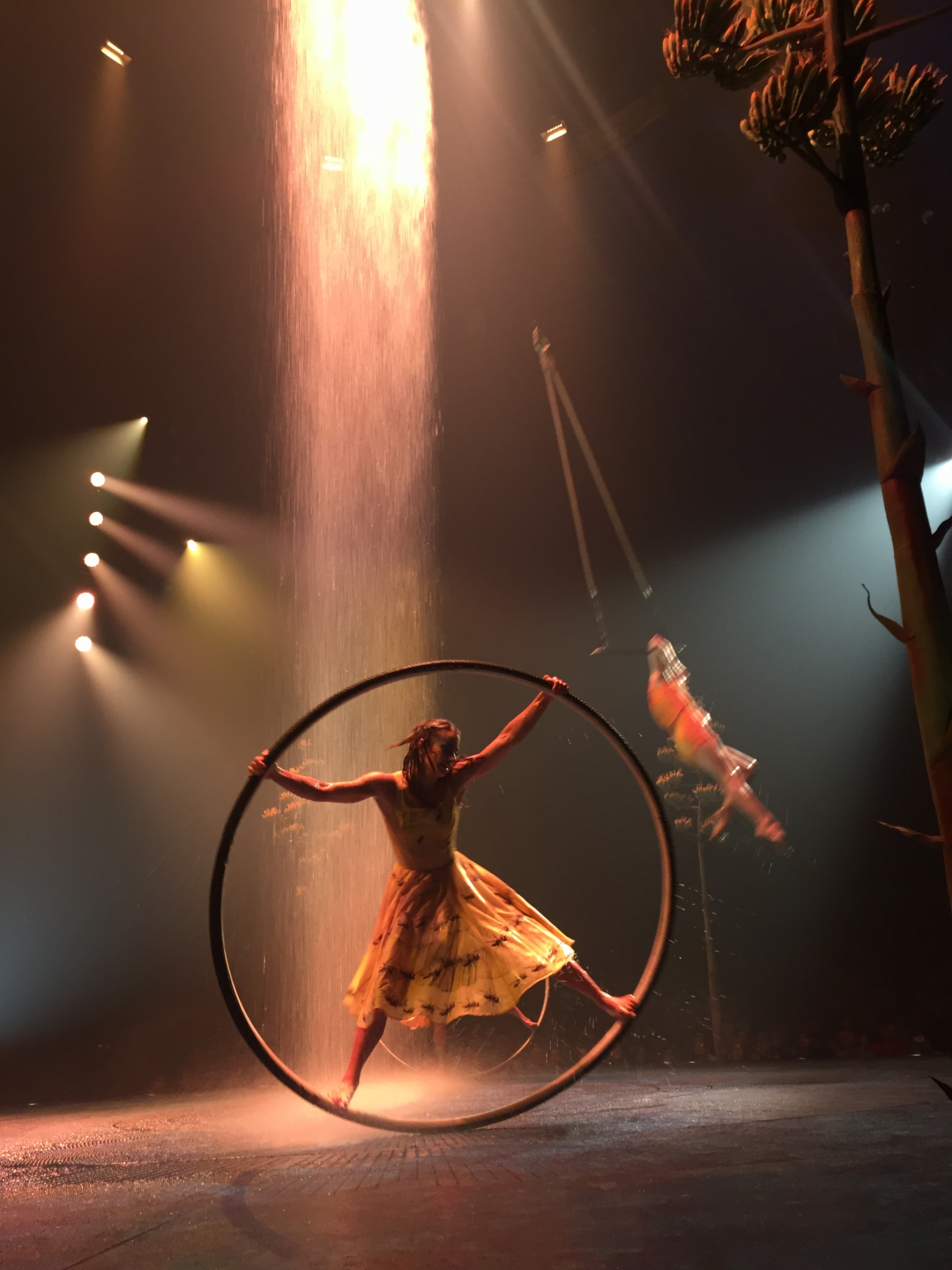
Cyr kerék

- Freestyle labdarúgás (Laura Biondo, Abou Traoré)
- The lluvia
- Rúdtánc
- 360 hinta
- Gurtni (Benjamin Courtenay)
- Zsonglőrködés (Rudolf Janecek)
- Hajlékonyság (Alekszej Goloborodko)
- Orosz hinta

## Zene
Az alábbi dalok jelentek meg az előadás albumán:
1. "Asi Es La Vida" (Karikaugró akrobata szám)
2. "Tiembla La Tierra" (Adagio)
3. "Flores En El Desierto" (Cyr kerék, Tánc trapéz)
4. "Pambolero" (Freestyle labdarúgás)
5. "Pez Volador" (Kézegyensúlyozás)
6. "Los Mosquitos" (Rúdtánc)
7. "Alebrijes" (Hajlékonyság)
8. "Tlaloc" (Gurtni)
9. "Cierra Los Ojos" (Vízi függőny)
10. "Fiesta Finale" (Tapsrend)

További dalok, melyek nem szerepelnek a CD-n:
1. "Zambullida" (Prológus)
2. "Running Girl" (Nyitány)
3. "La Wrestla" (360 hinta)
4. "Ilave Dorada" (Zsonglőrködés)
5. "Frente De La Tormenta" (Orosz Hinta)
6. "Tiempo De Fiesta" (Finálé, 1. rész)
7. "Luz y Lluviát" (Finálé, 2. rész)
8. "La Lucha" (Konfetti)

### Énekesek
A síró nő (énekesnő)
- Majo Cornejo – 2016. április 21-től (Montréal)

## Turné

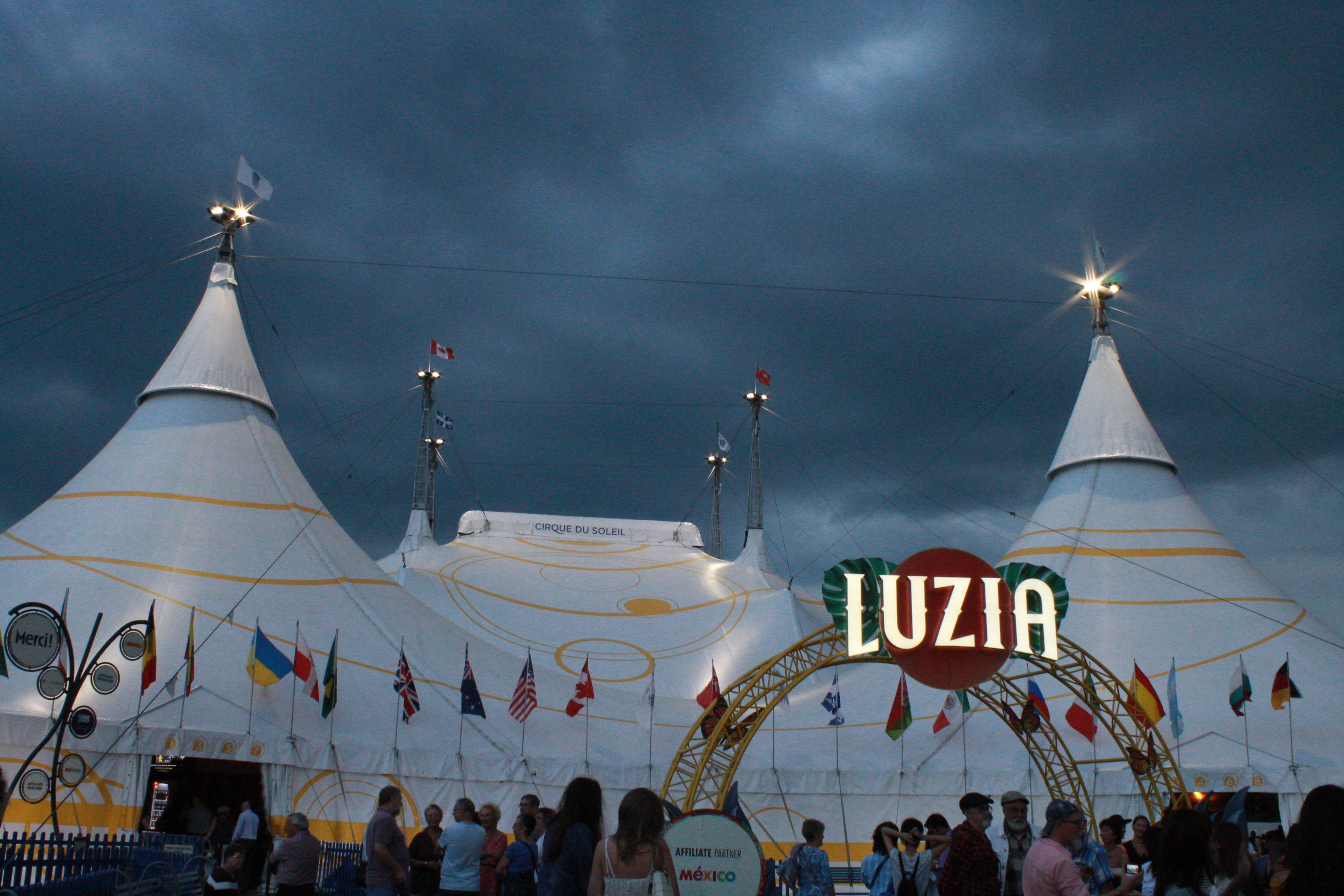
A Luzia sátra Torontóban, 2016 szeptemberében

A Luzia turnéját Észak-Amerikában kezdte egy kifejezetten fehér és sárga színű cirkuszsátorban, utalva ezzel a Naprendszer és az világűr, különösen a Hold fontosságára a mexikói kultúrában, amely a műsort inspirálta. A fősátor (melyben az előadás zajlik) fehér színű rajta sárga csíkokkal, amik a bolygók keringését szimbolizálják a Hold körül, míg a művészsátor (ahol az artisták melegítenek és felkészülnek az előadásra) sárga színű, ami a Napot képviseli.
Jelmagyarázat
  EU   Európa
  ÉA   Észak-Amerika
  DA   Dél- és Közép-Amerika
  ÁC   Ázsia/Csendes-óceán
  ÓC   Óceánia
  AF   Afrika
- ÉA   Montréal, Kanada – 2016. április 21. és július 10. között (premier)
- ÉA   Toronto, Kanada – 2016. július 16. és október 16. között
- ÉA   San Francisco, USA – 2016. november 17. és 2017. január 22. között
- ÉA   San José, USA – 2017. február 9. és március 19. között
- ÉA   Seattle, USA – 2017. március 30. és május 21. között
- ÉA   Denver, USA – 2017. június 1. és július 9. között
- ÉA   Chicago, USA – 2017. szeptember 3. és 2017. szeptember 3. között
- ÉA   Atlanta, USA – 2017. szeptember 19. és november 19. között
- ÉA   Los Angeles, USA – 2017. december 8. és 2018. február 11. között
- ÉA   Costa Mesa, USA – 2018. február 21. és március 25. között
- ÉA   Washington, USA – 2018. április 12. és június 17. között
- ÉA   Boston, USA – 2018. június 27. és augusztus 12. között
- ÉA   Guadalajara, Mexikó – 2018 augusztus 30. és szeptember 16. között
- ÉA   Monterrey, Mexikó – 2018. október 4. és október 21. között
- ÉA   Mexikóváros, Mexikó – 2018. november 8. és december 23. között

## Fordítás
Ez a szócikk részben vagy egészben  a   Luzia (Cirque du Soleil) című angol Wikipédia-szócikk fordításán alapul.  Az eredeti cikk szerkesztőit annak laptörténete sorolja fel. Ez a jelzés csupán a megfogalmazás eredetét és a szerzői jogokat jelzi, nem szolgál a cikkben szereplő információk forrásmegjelöléseként.